# Вохтога
Вохтога (на руски: Вохтога) е селище от градски тип в Русия, разположено в Грязовецки район, Вологодска област. Населението му към 1 януари 2018 година е 5500 души.